# Canton de Luzech
Le canton de Luzech est une circonscription électorale française située dans le département du Lot et la région Occitanie.

## Géographie
Ce canton est organisé autour de Luzech dans l'arrondissement de Cahors. Son altitude varie de 80 m (Bélaye et Castelfranc) à 339 m (Villesèque).

## Histoire
Par décret du 13 février 2014, le nombre de cantons du département est divisé par deux, avec mise en application aux élections départementales de mars 2015. Le canton de Luzech est conservé et s'agrandit. Il passe de 13 à 26 communes.

## Représentation

### Conseillers généraux de 1833 à 2015
| Période         | Période          | Identité                                                  | Étiquette     | Qualité                                                                               |
| --------------- | ---------------- | --------------------------------------------------------- | ------------- | ------------------------------------------------------------------------------------- |
| 1833            | 1845             | Antoine Pélissié-Mirandol (Antoine Pélissié de Mirandole) |               | Propriétaire à Mirandol, commune d'Albas                                              |
| 1845            | 1864             | Eugène Lurguié                                            |               | Juge de paix, médecin à Luzech, conseiller d'arrondissement                           |
| 1864            | 1869             | Abel Pagès                                                |               | Intendant divisionnaire à Albas                                                       |
| 1869            | 1871             | Jean-Baptiste Lurguié                                     |               | Avocat à Luzech                                                                       |
| 1871            | 1882 (décès)     | Jean-Clément Lafon de Caix                                | Droite        | Conservateur des hypothèques à Auch (Gers)                                            |
| 1882            | 1892 (démission) | Denis Bergon                                              | Républicain   | Maire de Luzech                                                                       |
| 1892            | 1901 (décès)     | Benoît Marcenac                                           | Républicain   | Médecin-major en retraite Maire de Saint-Vincent-sur-Lot, conseiller d'arrondissement |
| 1901            | 1907             | Etienne Pagès-Lechesne                                    | Rad.          | Publiciste à Paris, propriétaire à Albas, conseiller d'arrondissement                 |
| 1907            | 1913             | Adrien Pendariès                                          | Rad.          | Ingénieur des Ponts et Chaussées, Parnac                                              |
| 1913            | 1921 (décès)     | Maxime Faurie                                             | Rad.          | Avocat à la Cour d'appel, Paris Propriétaire à Caillac                                |
| 1921            | 1925             | Abel Miquel                                               | Rad.          | Directeur du journal financier "Le Câblogramme", Paris                                |
| 1925            | 1940             | Jean Rougier                                              | Rad.          | Chirurgien à Cahors                                                                   |
|                 |                  |                                                           |               |                                                                                       |
| 1943            | 1945             | Henri Derrupê                                             | URD           | Conseiller d'arrondissement, maire de Sauzet Nommé conseiller départemental en 1943   |
|                 |                  |                                                           |               |                                                                                       |
| 1945            | 1952 (décès)     | Jean Rougier                                              | DVG puis SFIO | Chirurgien Député (1950-1952) Président du Conseil Général (1945-1951)                |
| 26 octobre 1952 | 1967             | Camille Bonnafoux                                         | SFIO          | Boulanger - Maire de Luzech                                                           |
| 1967            | 1985             | André Carle (cousin de Jacques Chirac)                    | UDR puis RPR  | Assureur-conseil - Maire de Luzech                                                    |
| 1985            | 1998             | Henri Castagnède                                          | MRG           | Médecin Maire de Luzech de 1989 à 2001                                                |
| 1998            | 2011             | Jean-Claude Baldy                                         | app. PRG      | Enseignant retraité - Maire de Luzech (1995-2014)                                     |
| 2011            | 2015             | Marc Gastal                                               | DVG           | Éducateur sportif, Parnac                                                             |

### Conseillers d'arrondissement (de 1833 à 1940)
| Période                                  | Période | Identité               | Étiquette        | Qualité |
| ---------------------------------------- | ------- | ---------------------- | ---------------- | --- |
| 1833                                     | 1845    | Eugène Lurguié         |                  | Propriétaire à Luzech, (maire de 1840 à 1843)                                                               |
| 1845                                     | 1848    | Jean Louis Salbant     |                  | Maire de Bélaye (1831-1850)                                                                                 |
|                                          |         |                        |                  | |
| 1886                                     | 1892    | Benoît Marcenac        | Républicain      | Médecin-major en retraite Maire de Saint-Vincent-sur-Lot                                                    |
| 1892                                     | 1901    | Etienne Pagès-Lechesne | Rad.             | Publiciste à Paris, propriétaire à Albas                                                                    |
|                                          |         |                        |                  | |
| 1919                                     | 1922    | Pierre Pons            |                  | Vétérinaire et viticulteur à Luzech                                                                         |
| 1922                                     | 1928    | M. Dulac               | Bloc des Gauches | |
| 1928                                     | 1934    | Louis Charles          | Rad.             | Professeur honoraire d'école primaire supérieure, Luzech, Président du conseil d'arrondissement             |
| 1934                                     | 1940    | Henri Derrupê          | URD              | Maire de Sauzet                                                                                             |
| 1940                                     |         |                        |                  | Les conseils d'arrondissement ont été suspendus par la loi du 12 octobre 1940 et n'ont jamais été réactivés |
| Les données manquantes sont à compléter. |         |                        |                  | |

### Représentation à partir de 2015
| Période élective | Période élective | Mandat | Mandat   | Identité     | Nuance | Nuance | Qualité |
| ---------------- | ---------------- | ------ | -------- | ------------ | ------ | ------ | --- |
| 2015             | 2021             | 2015   | 2021     | Marc Gastal  |        | DVG    | Educateur, maire de Parnac 7e vice-président chargé de la Jeunesse et de la Citoyenneté                                                              |
| 2015             | 2021             | 2015   | 2021     | Maryse Maury |        | MR     | Cadre supérieure de santé, adjointe au Maire de Saint-Cyprien puis de Lendou-en-Quercy 4e vice-présidente chargée des Personnes âgées et handicapées |
| 2021             | 2028             | 2021   | en cours | Marc Gastal  |        | DVG    | Educateur retraité, maire de Parnac |
| 2021             | 2028             | 2021   | en cours | Maryse Maury |        | DVG    | Retraitée - Conseillère municipale de Lendou-en-Quercy, 5ème Vice-présidente du conseil départemental                                                |

### Résultats détaillés

#### Élections de mars 2015
À l'issue du 1er tour des élections départementales de 2015, deux binômes sont en ballotage : Marc Gastal et Maryse Maury (DVG, 47,38 %) et Bernard Borredon et Marie-France Carle (UDI, 21,06 %). Le taux de participation est de 61,99 % (5 047 votants sur 8 141 inscrits) contre 59,43 % au niveau départemental et 50,17 % au niveau national.
Au second tour, Marc Gastal et Maryse Maury (DVG) sont élus avec 66,09 % des suffrages exprimés et un taux de participation de 58,35 % (2 813 voix pour 4 750 votants et 8 141 inscrits).

#### Élections de juin 2021
Le premier tour des élections départementales de 2021 est marqué par un très faible taux de participation (33,26 % au niveau national). Dans le canton de Luzech, ce taux de participation est de 46,13 % (3 656 votants sur 7 925 inscrits) contre 43,85 % au niveau départemental. À l'issue de ce premier tour,  le binôme constitué de Marc Gastal et Maryse Maury (Union à gauche, 72,92 %), est élu avec 72,92 % des suffrages exprimés.
Maryse Maury et Marc Gastal sont membres du groupe radical et indépendant.

## Composition

### Composition avant 2015

Situation du canton de Luzech dans l'arrondissement de Cahors avant 2015.

Avant le redécoupage cantonal de 2014, le canton de Luzech regroupait treize communes.
| Nom                      | Code Insee | Codepostal | Superficie (km2) | Population (dernière pop. légale) | Densité (hab./km2) |
| ------------------------ | ---------- | ---------- | ---------------- | --------------------------------- | ------------------ |
| Luzech (chef-lieu)       | 46182      | 46140      | 22,13            | 1 674 (2012)                      | 76                 |
| Albas                    | 46001      | 46140      | 21,84            | 516 (2012)                        | 24                 |
| Anglars-Juillac          | 46005      | 46140      | 5,48             | 341 (2012)                        | 62                 |
| Bélaye                   | 46022      | 46140      | 18,69            | 223 (2012)                        | 12                 |
| Caillac                  | 46044      | 46140      | 7,44             | 592 (2012)                        | 80                 |
| Cambayrac                | 46050      | 46140      | 7,39             | 145 (2012)                        | 20                 |
| Carnac-Rouffiac          | 46060      | 46140      | 13,57            | 243 (2012)                        | 18                 |
| Castelfranc              | 46062      | 46140      | 5,71             | 392 (2012)                        | 69                 |
| Douelle                  | 46088      | 46140      | 8,77             | 841 (2012)                        | 96                 |
| Parnac                   | 46214      | 46140      | 5,77             | 386 (2012)                        | 67                 |
| Saint-Vincent-Rive-d'Olt | 46296      | 46140      | 19,90            | 470 (2012)                        | 24                 |
| Sauzet                   | 46301      | 46140      | 11,09            | 507 (2012)                        | 46                 |
| Villesèque               | 46335      | 46090      | 23,56            | 407 (2012)                        | 17                 |

### Composition depuis 2015
Lors du redécoupage de 2014, le canton de Luzech comprenait vingt-six communes.
À la suite de la fusion, au 1er janvier 2016, des communes de Belmontet, Lebreil, Montcuq, Sainte-Croix et Valprionde pour former la commune nouvelle de Montcuq-en-Quercy-Blanc, à celle des communes de Bagat-en-Quercy, Saint-Daunès et Saint-Pantaléon pour former la commune nouvelle de Barguelonne-en-Quercy au 1er janvier 2016 ainsi qu'à l'adhésion de Fargues dans la commune nouvelle Porte-du-Quercy au 1er janvier 2019, et au décret du 5 mars 2020 rattachant entièrement cette dernière au canton de Puy-l'Évêque, le canton ne compte plus que dix-sept communes entières.
| Nom                            | Code Insee | Intercommunalité                      | Superficie (km2) | Population (dernière pop. légale) | Densité (hab./km2) | Modifier                                    |
| ------------------------------ | ---------- | ------------------------------------- | ---------------- | --------------------------------- | ------------------ | ------------------------------------------- |
| Luzech (bureau centralisateur) | 46182      | CC de la Vallée du Lot et du Vignoble | 22,13            | 1 758 (2022)                      | 79                 | modifier les données · modifier les données |
| Albas                          | 46001      | CC de la Vallée du Lot et du Vignoble | 21,84            | 529 (2022)                        | 24                 | modifier les données · modifier les données |
| Anglars-Juillac                | 46005      | CC de la Vallée du Lot et du Vignoble | 5,48             | 334 (2022)                        | 61                 | modifier les données · modifier les données |
| Barguelonne-en-Quercy          | 46263      | CC du Quercy Blanc                    | 46,11            | 706 (2022)                        | 15                 | modifier les données · modifier les données |
| Bélaye                         | 46022      | CC de la Vallée du Lot et du Vignoble | 18,69            | 204 (2022)                        | 11                 | modifier les données · modifier les données |
| Caillac                        | 46044      | CA Grand Cahors                       | 7,44             | 590 (2022)                        | 79                 | modifier les données · modifier les données |
| Cambayrac                      | 46050      | CC de la Vallée du Lot et du Vignoble | 7,39             | 135 (2022)                        | 18                 | modifier les données · modifier les données |
| Carnac-Rouffiac                | 46060      | CC de la Vallée du Lot et du Vignoble | 13,57            | 230 (2022)                        | 17                 | modifier les données · modifier les données |
| Castelfranc                    | 46062      | CC de la Vallée du Lot et du Vignoble | 5,71             | 425 (2022)                        | 74                 | modifier les données · modifier les données |
| Douelle                        | 46088      | CA Grand Cahors                       | 8,77             | 834 (2022)                        | 95                 | modifier les données · modifier les données |
| Lendou-en-Quercy               | 46262      | CC du Quercy Blanc                    | 42,46            | 620 (2022)                        | 15                 | modifier les données · modifier les données |
| Montcuq-en-Quercy-Blanc        | 46201      | CC du Quercy Blanc                    | 78,23            | 1 812 (2022)                      | 23                 | modifier les données · modifier les données |
| Montlauzun                     | 46206      | CC du Quercy Blanc                    | 6,48             | 121 (2022)                        | 19                 | modifier les données · modifier les données |
| Parnac                         | 46214      | CC de la Vallée du Lot et du Vignoble | 5,77             | 382 (2022)                        | 66                 | modifier les données · modifier les données |
| Saint-Vincent-Rive-d'Olt       | 46296      | CC de la Vallée du Lot et du Vignoble | 19,90            | 432 (2022)                        | 22                 | modifier les données · modifier les données |
| Sauzet                         | 46301      | CC de la Vallée du Lot et du Vignoble | 11,09            | 533 (2022)                        | 48                 | modifier les données · modifier les données |
| Villesèque                     | 46335      | CC de la Vallée du Lot et du Vignoble | 23,56            | 402 (2022)                        | 17                 | modifier les données · modifier les données |
| Canton de Luzech               | 4612       |                                       | 344,62           | 10 047 (2022)                     | 29                 | modifier les données                        |

## Démographie

### Démographie avant 2015
| 1962  | 1968  | 1975  | 1982  | 1990  | 1999  | 2006  | 2011  | 2012  |
| ----- | ----- | ----- | ----- | ----- | ----- | ----- | ----- | ----- |
| 5 513 | 5 444 | 5 533 | 5 717 | 5 913 | 6 270 | 6 586 | 6 745 | 6 737 |

### Démographie depuis 2015
En 2022, le canton comptait 10 047 habitants, en évolution de −0,69 % par rapport à 2016 (Lot : +1,31 %, France hors Mayotte : +2,11 %).
| 2013   | 2018   | 2022   |
| ------ | ------ | ------ |
| 10 134 | 10 156 | 10 047 |